# Patagioenas plumbea
Patagioenas plumbea е вид птица от семейство Гълъбови (Columbidae).

## Разпространение
Видът е разпространен в Боливия, Бразилия, Венецуела, Гвиана, Еквадор, Колумбия, Панама, Перу, Суринам и Френска Гвиана.